# Вацлав Хавел (площад в София)
„Вацлав Хавел“ е площад в София. Намира се между булевард „Евлоги и Христо Георгиеви“ и улиците „Шипка“ и „Асен Златаров“, срещу входа на Националната военна академия.
Именуван е в чест на чешкия писател, драматург, правозащитник и политик Вацлав Хавел. Идеята за това е от 2016 г. на Софийския дискусионен форум и получава подкрепата на посолството на Чехия в София и „Библиотеката на Вацлав Хавел“ в Прага. Площадът е именуван на Вацлав Хавел с решение на Столичния общински съвет от 8 октомври 2020 г.